# ژرمن میسون
ژرمن میسون (انگلیسی: Germaine Mason; ۲۰ ژانویهٔ ۱۹۸۳ – ۲۰ آوریل ۲۰۱۷) ورزشکار دو و میدانی اهل جامائیکا بود.